# Michaela Taupe-Traer
Michaela Taupe-Traer (25 de enero de 1975) es una deportista austríaca que compitió en remo.
Ganó dos medallas en el Campeonato Mundial de Remo, en los años 2012 y 2013, y tres medallas en el Campeonato Europeo de Remo entre los años 2009 y 2013.

## Palmarés internacional
| Campeonato Mundial | Campeonato Mundial          | Campeonato Mundial | Campeonato Mundial      |
| Año                | Lugar                       | Medalla            | Prueba                  |
| ------------------ | --------------------------- | ------------------ | ----------------------- |
| 2012               | Plovdiv (Bulgaria)          | Medalla de plata   | Scull individual ligero |
| 2013               | Chungju (Corea del Sur)     | Medalla de oro     | Scull individual ligero |
| Campeonato Europeo |                             |                    |                         |
| Año                | Lugar                       | Medalla            | Prueba                  |
| 2009               | Brest (Bielorrusia)         | Medalla de bronce  | Doble scull ligero      |
| 2010               | Montemor-o-Velho (Portugal) | Medalla de plata   | Scull individual ligero |
| 2013               | Sevilla (España)            | Medalla de plata   | Scull individual ligero |